# Valero Energy
Valero Energy este o companie americană petrolieră, cu peste 21.000 de angajați și o cifră de afaceri de peste 90 miliarde $.